# 小扁颅蝠
小扁颅蝠（学名：Tylonycteris pygmaea）也称倭扁颅蝠、侏扁颅蝠，一种于中华人民共和国云南省西双版纳州发现的蝙蝠，隶属于蝙蝠科扁颅蝠属。

## 形态特征
小扁颅蝠是扁颅蝠属中体型最小的一种，前臂长23.9～25.6毫米，颅全长7.6～8.5毫米。头、颈、肩部显茶褐色。腰部、臀部为深黑褐色。喉部、颈侧和上胸部苍白的泥灰色。下胸和腹部为泛红的黑色。翼膜浅黑色，止于踝部。爪泛白色。